# Lathromeris polonica
Lathromeris polonica är en stekelart som först beskrevs av Maksymilian Nowicki 1927.  Lathromeris polonica ingår i släktet Lathromeris och familjen hårstrimsteklar. Inga underarter finns listade i Catalogue of Life.